# Rorgon II de Maine
Rorgon II (h. 800 – h. 865) fue el conde de Maine desde 849 hasta 865.
Fue el hijo mayor de Rorgon I. Como conde, sucedió a Gauzberto (hermano de Rorgon I), y a su vez le sucedió su propio hermano, Gosfrido.